# Joan Olivares i Alfonso
Joan Olivares i Alfonso (Otos, Vall d'Albaida, 1956) és un escriptor valencià, llicenciat en Física Teòrica i treballa de professor de matemàtiques a l'IES Josep Segrelles d'Albaida. Guanyà el premi Andròmina de narrativa el 2005. És gonomonista: dissenyador i constructor de rellotges de sol.

## Obres

### Narrativa Curta
- El sostre de palla

### Infantil
- 2002 - El llenyater del Benicadell

### Juvenil
- 1998 - El regne d'Albaríssia, Abril edicions. En col·laboració amb Antoni Espí.
- 2014 - El Gatet d'Otos, Edicions Bromera

### Novel·la
- 1998 - Dies de verema. Premi la Vall d'Albaida de narrativa eròtica[1]
- 2000 - Vespres de sang: vint-i-quatre almuds. Premi de Novel·la Ciutat d'Alzira[1]
- 2005 - L'estrep. Premi Andròmina de narrativa[1]
- 2007 - Pana negra. Premi Constantí Llombart de narrativa[2][1]
- 2008 - Pell de pruna. Premi la Vall d'Albaida de narrativa eròtica[1]
- 2012 - Ultratge. Recull de narracions curtes. Editorial Tria, Barcelona[1]
- 2014 - El metge del rei. Premi Enric Valor de Novel·la en Valencià. Edicions Bromera.

### Altres
- 1998 - Rellotges i calendaris solars a la Vall d'Albaida